# Los Cerros de Paja
Los Cerros de Paja è un comune (corregimiento) della Repubblica di Panama situato nel distretto di Los Pozos, provincia di Herrera. Si estende su una superficie di 37,4 km² e conta una popolazione di 896 abitanti (censimento 2010).